# Марченко, Роман Дмитриевич
Роман Дмитриевич Марченко (14 сентября 1986, Новосибирск, СССР) — российский борец греко-римского стиля. Участник Кубка мира в составе сборной России. Мастер спорта России международного класса.

## Карьера
В августе 2005 года одержал победу на чемпионате Европы среди юниоров в польском Вроцлаве. В июле 2006 года на чемпионате Европы среди юниоров в венгерском Сомбатхее завоевал бронзовую медаль, а в августе того же года бронзу на юниорском чемпионате мира в Гватемале. В январе 2007 года в Москве одолев в финале Василия Теплоухова, стал победителем Гран-при Ивана Поддубного. В феврале 2007 года попал в сборную России для участия на Кубке мира в турецкой Анталье. На Кубке мира в команде занял 4 место, а в личном зачёте стал пятым. В конце 2007 года неудачно выступил на домашнем чемпионате России в Новосибирске.

## Спортивные результаты
- Чемпионат Европы по борьбе среди кадетов 2003 — 6;
- Чемпионат Европы по борьбе среди юниоров 2005 — ;
- Чемпионат Европы по борьбе среди юниоров 2006 —
- Чемпионат мира по борьбе среди юниоров 2006 —
- Гран-при Ивана Поддубного 2007 — ;
- Кубок мира по борьбе 2007 (команда) — 4;
- Кубок мира по борьбе 2007 — 5;